# Point-Klasse
Die Point-Klasse ist eine Baureihe von Mehrzweck-RoRo-Schiffen, die dem britischen Ministry of Defence (MoD) unterstellt sind. Die sechs Schwesterschiffe entstanden 2001 bis 2003 für britische Rechnung auf Basis des Schiffsentwurfs RoRo 2700 der Flensburger Schiffbau-Gesellschaft und dienen dem strategischen Transport von überwiegend rollender militärischer Ladung.

## Geschichte
Während der Militäroperationen der 1990er Jahre (Zweiter Golfkrieg, Bosnienkrieg u. a.) machte das Ministry of Defence (MoD) die Erfahrung, dass es kurzfristig keine geeignete Schiffstonnage für den vom Joint Rapid Reaction Forces geforderten schnellen Transport von militärischen Ausrüstungen und die notwendige weltweite Versorgung der Truppen chartern konnte.
Nachdem der Schiffsbedarf im Juli 1998 auf vier neuzubauende RoRo-Containerschiffe taxiert worden war, erhöhte sich der Bedarf im April 1999 mit dem Beschluss, die bis 2002/03 laufenden Chartern der vorher eingesetzten RoRo-Schiffe RFA Sea Crusader (A96), RFA Sea Centurion (A98) und Dart 10 nicht zu verlängern, auf sechs Schiffe. Das Neubauprogramm sollte im Rahmen eines „Private Finance Initiative“ (PFI), ähnlich dem „builder-and-charter“-System des U.S. Military Sealift Command abgewickelt werden, welches außerhalb von Militäroperationen einen normalen Betrieb als Handelsschiff zulässt. Das Neubauprogramm wurde nach EU-Recht ausgeschrieben und von den Firmen NOVOMAR, Maersk, A.W.S.R. Shipping Ltd und Sealion beboten.

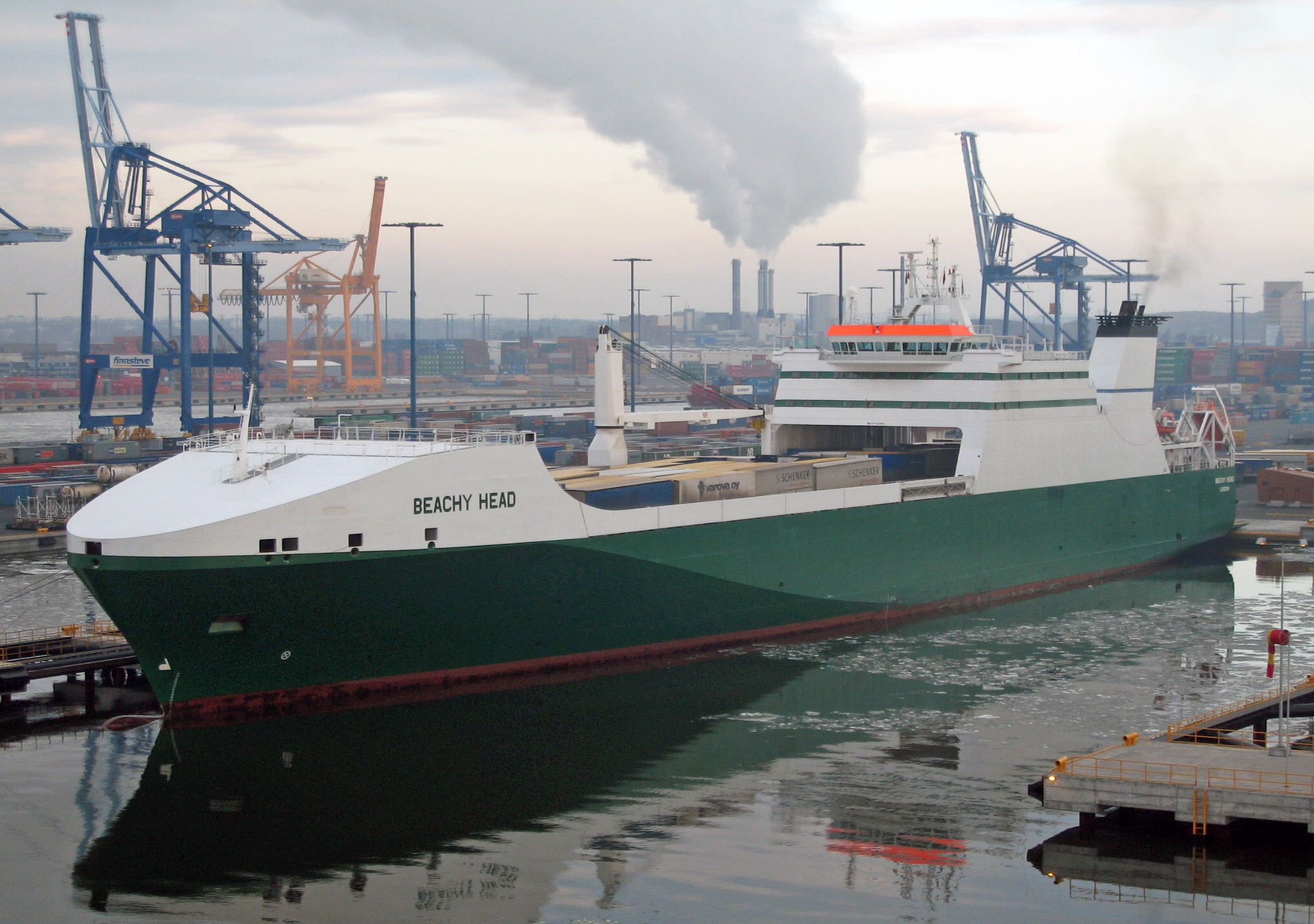
Beachy Head 2009 in Helsinki

Die britische Reederei A.W.S.R. Shipping erhielt am 26. Oktober 2000 den Zuschlag, die sechs Schiffe zu bauen und für 25 Jahre zu betreiben. Nach langwierigen Verhandlungen zwischen AWSR und Harland & Wolff und zahlreichen Verzögerungen wurden die Bauverträge erst Mitte 2001 unterschrieben. Das erst im Juni 2002 unterzeichnete endgültige Gesamtvertragswerk über Bau und Betrieb der Fahrzeuge bis 2024 umfasste rund 950 Millionen Pfund. AWSR Shipping, inzwischen Foreland Shipping sind für die Besetzung, die Wartung und den Betrieb der nicht als Kriegsschiffe geführten Fahrzeuge verantwortlich. Dabei erfolgt die Besetzung im Auftrag des MoD ausschließlich mit britischem Personal, dass nach einer Einlernphase auch für Reservezwecke zur Verfügung steht, während in der übrigen Zeit auf multinationale Besatzungen zurückgegriffen wird.
Der georderte Schiffstyp basiert auf dem Ro-Ro-2700-Schiffsentwurf der Flensburger Schiffbau-Gesellschaft, die auch vier der sechs Einheiten in Flensburg baute. Zwei weitere Schwesterschiffe baute die Werft Harland & Wolff im nordirischen Belfast, um eine frühzeitige Lieferung der Baureihe zu gewährleisten.
Der Baubeginn des ersten Schiffs erfolgte im Herbst 2001 ebenfalls in Belfast, die erste Kiellegung dort erfolgte am 8. Oktober 2001. In Flensburg folgte die erste Kiellegung am 21. Januar 2002. Am 16. August 2002 konnte in Flensburg mit der Hurst Point das erste Schiff der Baureihe übergeben werden. Das erste Harland & Wolff-Schiff folgte am 21. Oktober 2002. Die Anvil Point beschloss am 31. März 2003 den Bau der Serie.

## Zivile Nutzung
Da die Schiffe nicht durchgehend vom britischen Ministry of Defense eingesetzt werden, sind einige von ihnen an zivile Firmen verchartert, können jedoch stets kurzfristig für militärische Operationen abgezogen werden. Die Longstone und die Beachy Head waren von 2003 bis 2009 für die finnische Reederei Transfennica im Einsatz. Seit Januar 2009 wird die Longstone in Charter der ebenfalls in Finnland ansässigen Reederei Finnlines als Finnmerchant in der Ostsee eingesetzt, die Beachy Head fährt als Williamsborg für das dänische Unternehmen Nordana.

## Technische Einzelheiten und Ausstattung
Die Ladungsdecks der Schiffe erstrecken sich über drei Decks bis direkt unter die Wohneinrichtungen im Deckshaus, was zum charakteristischen Aussehen beiträgt. Die Schiffe besitzen umfangreiche Ladungseinrichtungen. Zum Ladungsumschlag verfügen die Schiffe über Heckrampen und ein internes Rampensystem zur Verbindung der Ladungsdecks. Außerdem verfügt jedes Schiff über einen auf der Steuerbordseite mittschiffs vor dem Deckshaus angebrachten Deckskran, der bis zu 40 t heben kann.
Ausgehend vom zivilen auf den Transport von Sattelaufliegern, allgemeinen Ro-Ro-Ladungen, Mafi-Trailern, Containern und Panzern ausgelegten Ro-Ro-2700-Entwurf wurden die Schiffe der Point-Klasse auf die Erfordernisse des MoD abgestimmt. Die Schiffe der Point-Klasse sind daher auf die Mitnahme von 25 Challenger-2-Panzern, 24 Warrior-Schützenpanzern, selbstfahrenden 155-mm-Panzerhaubitzen, sowie weiteren Fahrzeugen und Trailern ausgelegt. Auf den Trailerdecks finden jeweils 189 12,6 Meter lange Sattelauflieger Platz. Es stehen 485 Spurmeter auf dem unteren Ladungsdeck und 975 Spurmeter auf dem Hauptdeck zur Verfügung. Insgesamt besitzen die Schiffe mit dem Platz auf dem Wetterdeck jeweils 2606 Spurmeter. An Bord sind 60 Anschlüsse für Kühlcontainer vorhanden.
Auf einem Entwurfstiefgang von 6,6 Meter transportieren die Schiffe rund 10.000 Tonnen mit bis zu 22 Knoten Geschwindigkeit. Es sind aber höhere Tiefgänge und Zuladungen möglich. Die normale Dienstgeschwindigkeit ist auf 18 Knoten veranschlagt. Die Schiffe sind größtenteils mit zwei Viertakt-Dieselmotoren des Typs MaK 7M 43 ausgerüstet, die auf zwei Verstellpropeller wirken. Die Eddystone ist mit zwei MaK-Dieselmotoren mit jeweils 8100 kW Leistung ausgerüstet. Die zuletzt abgelieferte Beachy Head verfügt über ebenfalls leistungsstärkere Motoren des Typs 9M 43. Die Schiffe verfügen über ein elektrisch angetriebenes Bugstrahlruder mit 1400 kW Leistung.
An Bord der Schiffe ist Platz für 22 Besatzungsmitglieder. Die Besatzungsgröße beläuft sich üblicherweise auf 18 Personen.

## Die Schiffe
| Point-Klasse – Typ RoRo 2700 | Point-Klasse – Typ RoRo 2700 | Point-Klasse – Typ RoRo 2700 | Point-Klasse – Typ RoRo 2700                     | Point-Klasse – Typ RoRo 2700                                              |
| Bauname                      | Bauwerft/ Baunummer          | IMO-Nummer                   | Kiellegung Stapellauf Ablieferung                | Umbenennungen und Verbleib                                                |
| ---------------------------- | ---------------------------- | ---------------------------- | ------------------------------------------------ | ------------------------------------------------------------------------- |
| Hurst Point                  | FSG/717                      | 9234068                      | 21. Januar 2002 19. April 2002 16. August 2002   | so in Fahrt                                                               |
| Eddystone                    | FSG/718                      | 9234070                      | 22. April 2002 16. August 2002 7. November 2002  | so in Fahrt                                                               |
| Hartland Point               | Harland & Wolff/1741         | 9248538                      | 8. Oktober 2001 - 10. Dezember 2002              | so in Fahrt                                                               |
| Longstone                    | FSG/719                      | 9234082                      | 19. August 2002 8. November 2002 23. Januar 2003 | Finnmerchant (2015) → New Amsterdam (2022) → so in Fahrt                  |
| Anvil Point                  | Harland & Wolff/1742         | 9248540                      | - 31. März 2003                                  | so in Fahrt                                                               |
| Beachy Head                  | FSG/720                      | 9234094                      | 11. November 2002 7. Februar 2003 24. April 2003 | Williamsborg (2014) → Massimo Mura (2016) → Cadena 3 (2021) → so in Fahrt |
| Daten: Equasis, grosstonnage |                              |                              |                                                  |                                                                           |

## Belege
1. 1 2 3 4  Foreland Shipping.
2. ↑  Equasis-Startseite (englisch)
3. ↑  grosstonnage-Startseite (englisch)